# Крапивина, Раиса Николаевна
Раиса Николаевна Крапивина (р. 9 апреля 1947 г., Улан-Удэ, Бурят-Монгольская АССР, РСФСР, СССР) — советский российский историк, востоковед, тибетолог, переводчица

, специалист по культуре Тибета, источниковедению и текстологии тибетской литературы, кандидат исторических наук, старший научный сотрудник Института восточных рукописей РАН.

## Биография
Раиса Николаевна Крапивина родилась 9 апреля 1947 г. в Улан-Удэ. В 1970 г. окончила Белорусский государственный университет по специальности «история». В 1970 г. начала работать ассистентом на кафедре философии в Технологическом институте г. Улан-Удэ. В 1972—1980 гг. была научным сотрудником в Институте общественных наук Бурятского филиала Сибирского отделения АН СССР. В 1980—2006 гг. — старший научный сотрудник СПбФ Института Востоковедения РАН (Сектор Дальнего Востока). С 2006 г. является сотрудником Сектора восточных рукописей и документов и хранителем Тибетского фонда.
В 1983 г. защитила кандидатскую диссертацию по специальности «Историография и источниковедение» на тему «Трактат Сонам Цзэмо „Дверь, ведущая в Учение“ (XII в.) и его культурно-историческое значение».
В 1991—1993 гг. училась разговорному тибетскому языку в Колледже Гималайских языков при Трибхуванском университете (Катманду, Непал). В 1995—2002 гг. преподавала тибетский язык и литературу на восточном факультете Санкт-Петербургского государственного университета. В 1993—2006 г. была переводчиком с проф. Чжамьян Кенцзэ, преподававшего в Санкт-Петербурге.
В 2006—2007 гг. — преподаватель тибетского языка в РГГУ.

## Научная деятельность
Основная область научных интересов — буддология, культура Тибета, основы источниковедения и текстологии тибетской литературы.
Ранние работы были посвящены истории учения тибетской школы сакья. С этой проблематикой связаны перевод и исследование глав в исторических трудах Пятого Далай-ламы (1992) и Туган Лопсан-Чойкьи-Ньимы (1995), перевод и исследование трактата Соднам-Цзэмо (1994).
В 2001 г. в сборнике «Сокровище дракона. Старинные тибетские сказки» были изданы 13 тибетских сказок, переведённых Р. Н. Крапивиной, представляющих собой фольклор населения княжества Сикким, индийской территории, заселённой в том числе выходцами из Тибета, говорящими на сино-тибетских языках.
В книге «Ум и знание. Традиция изучения теории познания в Гоман-дацане тибетского монастыря Дрэпун» (2005) освещается буддийская гносеология, даются классификации познавательных актов. В издание входит курс лекций по предмету «Ум и знание» тибетского ученого, геше-лхарамбы Чжамьян Кенцзэ (1927—2006), работавшего в Санкт-Петербурге, и текст памятника XVIII в., легшего в основу курс.
Существенный вклад в тибетологию — переводы важнейших для тибетского буддизма текстов. Благодаря сотрудничеству с геше Чжамьян Кенцзэ было переведено сочинение «Украшение из Постижений» Абхисамаяаланкара, текст индо-тибетского буддизма, связанный с сутрами Праджняпарамиты.

### Основные работы
- Ранняя история тибетского рода Кон и возникновение школы тибетского буддизма Сачжаба // Письменные памятники и проблемы истории культуры народов Востока. XV годичная научная сессия ЛО ИВ АН СССР. Декабрь 1979. Часть 1(1). М.: Наука, ГРВЛ, 1981. С. 109—115.
- Материалы по истории школы Сакья. Кто был учителем основателя школы? // Письменные памятники и проблемы истории культуры народов Востока. XX годичная научная сессия ЛО ИВ АН СССР. 1985 г. Ч. 1. М.: Наука, ГРВЛ, 1986. С. 53-56.
- Традиция в школе Сакьяпа (по материалам «Дубмта-шэлчжи-мэлон») // Источниковедение и историография истории буддизма. Страны Центральной Азии. Новосибирск: Наука, 1986. С. 20-28.
- Заключительный раздел в «Истории Тибета» Пятого Далай-ламы (1617—1682) // Письменные памятники и проблемы истории культуры народов Востока. XXIV годичная научная сессия ЛО ИВ АН СССР (доклады и сообщения). 1989 г. Ч.1. М.: Наука, ГРВЛ, 1991. С. 160—168.
- Ум и знание. Традиция изучения теории познания в Гоман-дацане тибетского монастыря Дрэпун / сост. Крапивина Р. Н. СПб.: СПбГУ, 2005.
- Тибетско-монгольские четверостишия в тибетско-монгольском словаре «Море имен» // Письменные памятники Востока. 2016. 2. С. 5-27.

#### Переводы
- Соднам-Цзэмо. Дверь, ведущая в учение / Пер. с тибет. СПб.: Дацан Гунзэчойнэй, 1994. 224 с.
- Из «Истории Тибета» Пятого Далай-ламы // Буддизм в переводах. Альманах / Вып. 1. СПб.: Андреев и сыновья, 1992. С. 153—174.
- Туган Лопсан-Чойкьи-Ньима. Хрустальное зерцало философских систем. Глава Сакьяпа / Пер. с тибет. СПб.: Дацан Гунзэчойнэй, 1995. 196 с.
- Геше-лхарампа Чжамьян Кьенце. Наставления по практике Ло-чжонгс разъяснениями практики Белой Тары / Пер. с тибет. М., 1998.
- Сокровище дракона. Старинные тибетские сказки / Пер. с тибет, публикация текста. М.: Лосар, 2001. 146 с.
- Тибетские старинные сказки / введение, пер. с тибет. СПб.: СПбГУ, 2005.
- Ум и знание. Традиция изучения теории познания в Гоман-дацане тибетского монастыря Дрэпун / Пер. с тибет. яз., предисловие, введение Р. Н. Крапивиной. — Санкт-Петербург: Нестор-История, 2010.
- Украшение из постижений: I—III главы. Изучение пути махаяны в Гоман-дацане тибетского монастыря Дрэпун / Пер. с тибет., предисл., введ. и комм. Р. Н. Крапивиной. — СПб.: Наука, 2010. 738 с.
- Украшение из постижений: IV глава. Изучение пути махаяны в Гоман-дацане тибетского монастыря Дрэпун / Публикация текста (факсимиле), пер. с тибет., предисл., введ., комм. Р. Н. Крапивиной. — СПб.: Нестор-История, 2012. — 734 с.[3]
- Украшение из постижений. Главы V—VII. Изучение пути махаяны в Гоман-дацане тибетского монастыря Дрэпун / Пер. с тибетского, предисловие, введение, комментарии Р. Н. Крапивиной. — СПбг: Нестор-История, 2014. — 396 с.
- Украшение из постижений. Глава VIII. Изучение пути махаяны в Гоман-дацане тибетского монастыря Дрэпун / Пер. с тибетского, предисловие, введение, комментарии Р. Н. Крапивиной. — Санкт-Петербург: Изд. дом «Бранко», 2015. — 240 с.
- Украшение из постижений. Глава IV. Изучение пути махаяны в Гоман-дацане тибетского монастыря Дрэпун / Пер. с тибетского, предисловие, введение, комментарии Р. Н. Крапивиной. — 2-е изд., доп.— Санкт-Петербург: Нестор-История, 2020. — 760 с.
- Буддийская традиция Тантр в Тибете / Пер. с тибетского, предисл., введ., глоссарий Р. Н. Крапивиной. — СПб. : Нестор-История, 2020. — 384 с.